# Якубов, Фуад Кудусович
Фуад Кудусович Якубов (1916 — 2013) — советский  инженер-конструктор в системе атомной промышленности. Лауреат Государственной премии СССР (1969) и Сталинской премии второй степени (1953).

## Биография
Родился 2 апреля 1916 года в селе Актуково, Сергачского уезда Нижегородской губернии. С 1931 по 1935 годы — ученик ШФЗУ в Ленинграде и помощник машиниста в Симферополе.
В 1941 году окончил Механический факультет Ленинградского технологического института, В 1942 году — Инженерно-танковый факультет Военной академии механизации и моторизации. С 1942 по 1946 годы служил в танковых частях и на промышленных предприятиях по производству танков, в 1946 году инженер-капитан — преподаватель службы восстановления и ремонта 2-го Ростовского училища самоходной артиллерии.
С 1946 года работал в системе ПГУ при Совете Министров СССР. С 1946 года направлен в закрытый город Арзамас-16, работал инженер-конструктором, старшим инженер-конструктором, начальником Конструкторского бюро, заместителем главного технолога опытного завода в ВНИИЭФ. 
С 1955 года направлен в закрытый город Челябинск-70 во Всесоюзный научно-исследовательский институт технической физики с назначением  заместителем начальника Научно-конструкторского отделения (НКО-6), с 1959 года — заместитель главного конструктора и начальник Технологического отделения, с 1962 по 1971 годы — начальник Научно-исследовательского технологического отделения (НИО-11) ВНИИТФ, участник технологической отработки и освоении производства первых образцов ядерных боеприпасов, внёс вклад в разработку нескольких типов ядерных зарядов. 

## Награды
- орден «Знак Почёта» (1951, 1956)
- медаль «За победу над Германией в Великой Отечественной войне 1941—1945 гг.» (1946)

### Премии
- Государственная премия СССР (1969)
- Сталинская премия второй степени (1953) — за изготовление опытных изделий РДС и освоение серийного производства РДС